# Polly Harrar
Polly Harrar es una activista británica que lucha por los derechos de las mujeres en la causa de las mujeres víctima de matrimonios forzados y crímenes de honor. Es fundadora del Proyecto Sharan, miembro del Consejo de Cooperación de la Unidad de Matrimonio Forzado y socia de la campaña Our Girl, de Comic Relief .
Cuando era joven, Harrar se fue de casa a raíz de un "conflicto cultural" con su familia. En 2008, comenzó a asistir a mujeres de comunidades de expatriados del sur de Asia en el Reino Unido y se ha convertido en una experta en matrimonios forzados y crímenes de honor, citada regularmente en artículos sobre la materia.
En 2013, fue nominada al premio Asian Women of Achievement Award. En 2015, recibió el premio Community Spirit en los GG2 Leadership Awards. En 2016, el Primer Ministro del Reino Unido, David Cameron, le otorgó el premio Points of Light por su trabajo en el Día Internacional de la Mujer.